# Berenguer (sobrenome)

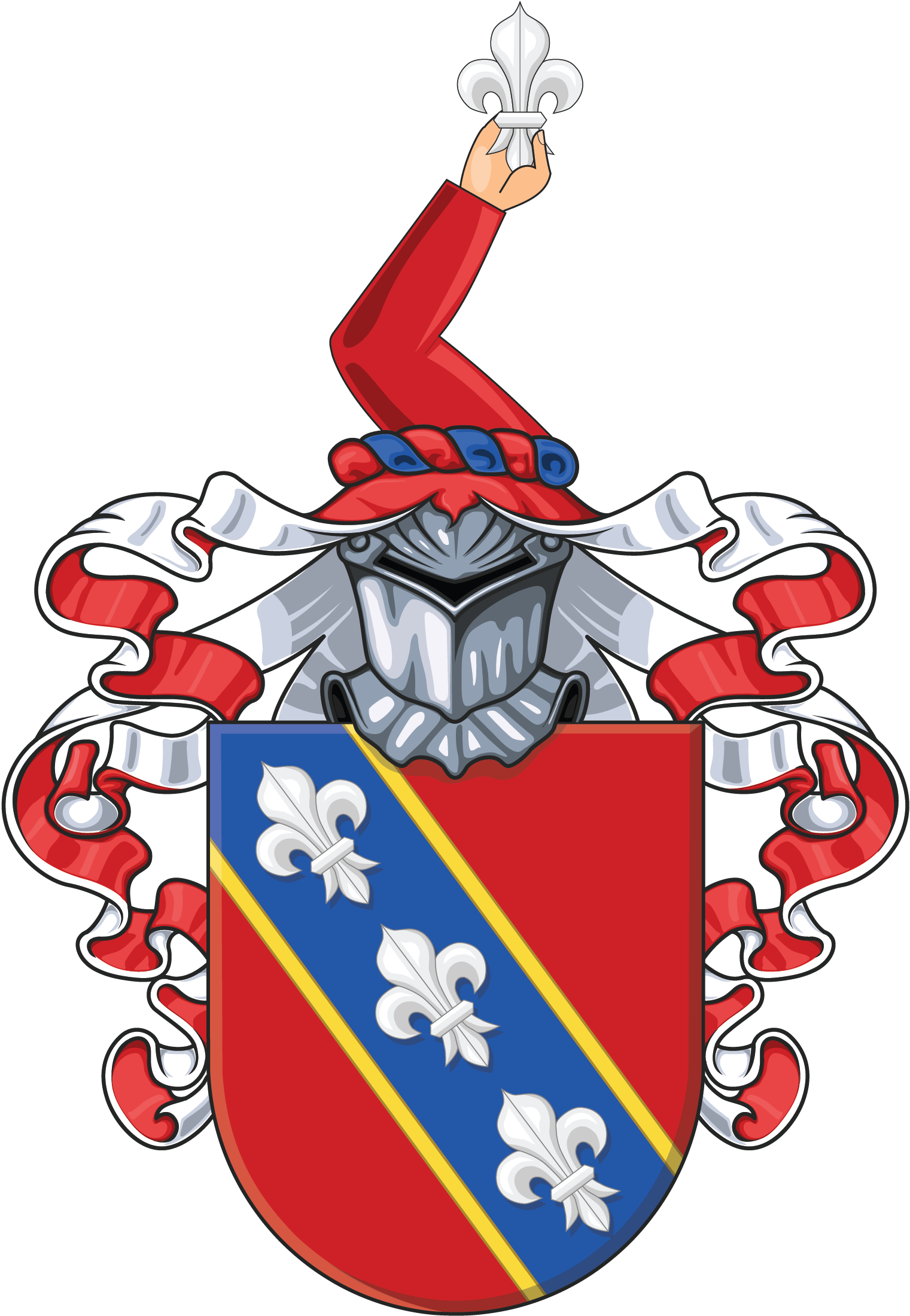
Brasão de armas concedido a Dr. Pedro Berenguer de Lemelhana pelo rei D. João III a 5 de novembro de 1524

A família Berenguer, de origem onomástica, dos condes soberanos de Barcelona, com origem no nome próprio germânico Berengari. O que, a ser verdade, lhe dá raízes nobilíssimas.  
Foi na primeira metade do século XVI que passou a Portugal, Dr. Pedro Berenguer de Lamenhano, que seria natural de Valência ou da Catalunha. Teve o foro de fidalgo da Casa Real e era cavaleiro da Ordem de Cristo. Fixou-se posteriormente numa quinta que comprou na Ilha da Madeira e ali se casou, em primeiras núpcias, com Isabel Rodrigues de Andrade, filha herdeira de Rodrigo Anes, escudeiro do Infante D. Henrique, e de sua mulher Isabel Rodrigues de Andrade, com geração.
Falecida aquela sua primeira mulher, voltou Dr. Pedro Berenguer a se casar, dessa vez com Maria Escócia, filha de André Pires e de Joana da Escócia Drummond, de quem teve igualmente filhos. A descendência daquele letrado foi continuadora dos seus nomes, acoplados ou separados e, na maior parte das vezes, deturpados em Beringel ou Leminhano. Ao Dr. Pedro Berenguer foi passada carta de armas de sucessão, em 1524, com armas dos Berengueres.

## No Brasil
A partir do século XVII, existem registros da presença de membros da família Berenguer, tanto no Nordeste do Brasil - onde Francisco Berenguer de Andrade, Antonio Bezerra Berenger e Miguel Bezerra Berenguer receberam a concessão de sesmarias, entre 1682 e 1690  - como no Sul, em Santa Catarina, onde Henrique Cesar Bettencourt Berenguer estabeleceu-se, na segunda metade do XVIII, com a família e agregados, proveniente da Ilha da Madeira, graças ao patrocínio da Coroa Portuguesa.

## Brasão de Armas
De vermelho, uma banda de azul perfilada de ouro e carregada de três flores-de-lis de prata. Timbre: um braço vestido de vermelho, segurando na mão uma das flores-de-lis do escudo.

## Personalidades
- Dámaso Berenguer y Fusté - político espanhol. Ocupou o lugar de presidente do governo de Espanha de 1930 a 1931.
- Francesc d'Assís Berenguer i Mestres - arquiteto modernista espanhol.
- Raimundo Berengário IV de Barcelona - conde de Barcelona, da Cerdanha, de Besalú, de Girona e de Osona, Conde de Ribagorça e príncipe de Aragão.
- Raimundo Berengário III de Barcelona -  conde de Barcelona, de Girona e de Osona.